# Carlos Alberto Arroyo del Río
Carlos Alberto Arroyo del Río (27 novembre 1893 – 31 ottobre 1969) è stato un politico ecuadoriano.
È stato Presidente dell'Ecuador dal 1º settembre 1940 al 28 maggio 1944. Dal 18 novembre 1939 al 10 dicembre dello stesso anno era stato Presidente incaricato.
Durante il suo mandato l'Ecuador ha perso la guerra ecuadoriano-peruviana.